# سیندوس
سیندوس (به لاتین: Sindos) یک منطقهٔ مسکونی در یونان است که در Delta Municipality واقع شده‌است.

## خواهرخوانده
شهرهای شاتورایااوی‌هی و Kashar خواهرخوانده‌های سیندوس هستند.